# ハビエル・グティエレス
ハビエル・グティエレス・アルバレス（スペイン語: Javier Gutiérrez Álvarez, 1971年1月17日 - ）は、スペイン・オビエド県（現・アストゥリアス州）ゴソン出身の俳優（映画・演劇・テレビ）。身長164cm。サッカークラブのラシン・フェロルのファンである。

## 経歴
オビエド県（現・アストゥリアス州）ゴソンに生まれたが、1歳の時にガリシア地方のア・コルーニャ県フェロルに移住した。19歳の時にマドリードに転居した。2009年には息子が生まれた。
2014年にはアルベルト・ロドリゲス監督の『マーシュランド』に出演し、フェロス賞の主演男優賞、ゴヤ賞の主演男優賞、サン・セバスティアン国際映画祭の主演男優賞を受賞した。2016年にはイシアル・ボジャイン監督の『オリーブの樹は呼んでいる』に出演し、ゴヤ賞で助演男優賞にノミネートされた。

## 出演作品
- 2006年 『スパニッシュ・ホラー・プロジェクト ベビー・ルーム』
- 2009年 『シンディにおまかせ』 Extract
- 2011年 『赤の銃士 狙われた王位とルイ14世の陰謀』
- 2013年 『アメイジング・トイワールド カラクリ地下迷宮とおもちゃ王の秘宝』 Zipi y Zape y el club de la canica
- 2014年 『マーシュランド』 La isla mínima
- 2015年 『暴走車　ランナウェイ・カー』 El desconocido
- 2016年 『しあわせな人生の選択』 Truman
- 2016年 『アサシン クリード』 Assassin's Creed
- 2017年 『クリミナル・プラン 完全なる強奪計画』 Plan de fuga
- 2017年 『オリーブの樹は呼んでいる』 El olivo
- 2018年 『だれもが愛しいチャンピオン』 Campeones